# Penn of Pennsylvania
Pour plus de détails, voir Fiche technique et Distribution.
Penn of Pennsylvania est un film britannique réalisé par Lance Comfort, sorti en 1942.

## Fiche technique
- Titre : Penn of Pennsylvania
- Réalisation : Lance Comfort
- Scénario : Anatole de Grunwald et C.E. Vulliamy (en)
- Montage : Sidney Cole
- Musique : William Alwyn
- Pays de production : Royaume-Uni
- Format : Noir et blanc - 1,37:1 - Mono
- Genre : drame
- Durée : 78 minutes
- Date de sortie : 1942

## Distribution
- Clifford Evans (en) : William Penn
- Deborah Kerr : Gulielma
- Dennis Arundell (en) : Charles II (roi d'Angleterre)
- Aubrey Mallalieu (en) : Chaplain
- D. J. Williams (en) : Lord Arlington
- O. B. Clarence : Lord Cecil
- James Harcourt (en) : Fox
- Charles Carson : Amiral Penn
- Henry Oscar : Samuel Pepys
- Max Adrian : Elton
- John Stuart : Bindle
- Maire O'Neill (en) : Cook
- Edward Rigby : Bushell
- Percy Marmont : Holme